# 28396 Ейманн
28396 Ейманн (28396 Eymann) — астероїд головного поясу, відкритий 13 вересня 1999 року.
Тіссеранів параметр щодо Юпітера — 3,545.